# Mário Rui
Mário Rui Silva Duarte (ur. 27 maja 1991 w Sines) – portugalski piłkarz, występujący na pozycji obrońcy, obecnie bez klubu. W latach 2018-2022 reprezentant Portugalii.
Wychowanek Benfiki, w swojej karierze grał także w takich zespołach jak Fátima, Parma, Gubbio, Spezia oraz Empoli FC. Były młodzieżowy reprezentant Portugalii.

## Sukcesy

### SSC Napoli
- Serie A: 2022/23
- Puchar Włoch: 2019/20

### Reprezentacyjne
- Liga Narodów UEFA: 2018/2019
- Wicemistrzostwo świata U-20: 2011